# Bơi đêm
Bơi đêm (tiếng Anh: Night Swim) là một bộ phim điện ảnh Mỹ thuộc thể loại kinh dị – siêu nhiên – giật gân do Bryce McGuire viết kịch bản kiêm đạo diễn trong tác phẩm đầu tay của mình, dựa trên bộ phim ngắn cùng tên ra mắt vào năm 2014 của anh và Rod Blackhurst. Với sự tham gia diễn xuất của hai diễn viên chính là Wyatt Russell và Kerry Condon, tác phẩm theo chân gia đình nhà Waller phát hiện ra sự thật về việc bể bơi sau sân nhà của họ bị ma ám. Jason Blum và James Wan tham gia đồng sản xuất phim dưới các hãng phim Blumhouse Productions và Atomic Monster, và đây cũng là bộ phim đầu tiên được phát hành sau khi cả hai hãng phim sáp nhập với nhau vào ngày 2 tháng 1 năm 2024.
Bơi đêm được Universal Pictures phát hành tại Mỹ vào ngày 5 tháng 1 năm 2024 và tại Việt Nam vào ngày 23 tháng 2 cùng năm. Sau khi ra mắt, tác phẩm nhìn chung nhận về những lời nhận xét chỉ trích từ giới chuyên môn, đồng thời còn là một thất bại về mặt doanh thu khi chỉ thu về 54,7 triệu USD từ kinh phí sản xuất 15 triệu USD.

## Nội dung
Năm 1992, một đêm nọ, cô gái trẻ tuổi tên Rebecca ra bể bơi của gia đình để lấy chiếc thuyền đồ chơi cho người em trai ốm nặng, Tommy. Trong khi đang cố gắng lấy cái thuyền, một thứ gì kéo cô ấy xuống nước.
Gia đình Waller - Ray, Eve, 2 người con Izzy và Elliot tìm nơi ở mới sau khi Ray buộc phải rút khỏi sự nghiệp bóng chày do bệnh tật của anh. Họ chọn một căn nhà có bể bơi ở sau, bởi theo họ cái bể này sẽ phần nào làm thuyên giảm tình trạng của Ray. Trong khi dọn dẹp, anh làm xước tay mình. Khi người bảo trì tới kiểm tra, mọi người phát hiện rằng bể lấy nước từ dòng nước ngầm trong khu vực.
Càng dành nhiều thời gian trong bể như một liệu trình tâm lý, bệnh của Ray đỡ hơn. Tuy nhiên, Eve cảm thấy lo lắng về sự thay đổi này của chồng. Izzy và Elliot bị tấn công bởi một thứ gì đó trong bể, còn con mèo của gia đình thì mất tích. Trong một bữa tiệc bể bơi, người môi giới bất động sản với họ - Kay, đã tiết lộ, con gái của chủ cũ là Rebecca Summers đã chết đuối trong bể từ năm 1992. Chỉ một lúc sau khi Kay nói, Ray có biểu hiện dìm một đứa trẻ xuống nước và suýt tự làm mình đuối nước. Hành vi này được cho là do căn bệnh tâm lý của anh.
Eve sau đó gặp được mẹ của Rebecca, Lucy. Lucy giải thích rằng dòng suối ngầm đổ đầy bể bơi là một dòng suối chữa lành, nhưng để sử dụng được cần hiến tế một ai đó. Lucy chọn Rebecca để cứu lấy Tommy khỏi căn bệnh nan y kia. Eve hoảng sợ nhận ra, dù Ray được chữa lành bởi nước trong bể, một đứa trẻ trong gia đình sẽ phải hi sinh.
Khi Eve trở về nhà, Ray đang bị hoàn toàn điều khiển bởi thực thể trong bể bơi. Ray đang cố gắng dìm Elliot dưới nước đồng thời giết hại Izzy. Eve cố gắng cứu Elliot, trong khi Izzy đối mặt với thực thể đang điều khiển cha mình và tấn công với một cái gậy bóng chày. Eve và Elliot - đang bất tỉnh được linh hồn của Rebecca đưa trở lại mặt nước. Với tình trạng của Elliot, cùng với sự tấn công của Izzy, Ray lấy lại được khả năng điều khiển bản thân, và để ngăn chặn thực thể tấn công con mình, anh lựa chọn hi sinh.
Kết phim: Eve, Izzy và Elliot lựa chọn ở lại căn nhà để không một ai là nạn nhân nữa. Họ cho người lấp đầy bể.

## Diễn viên
- Wyatt Russell thủ vai Ray Waller
- Kerry Condon thủ vai Eve Waller
- Amélie Hoeferle thủ vai Izzy Waller
- Gavin Warren thủ vai Elliot Waller
- Jodi Long thủ vai Lucy Summers
- Nancy Lenehan thủ vai Kay
- Eddie Martinez thủ vai Coach E
- Elijah J. Roberts thủ vai Ronin
- Rahnuma Panthaky thủ vai Tiến sĩ Sridhar
- Ben Sinclair thủ vai nhân viên sữa chửa hồ bơi
- Ellie Araiza thủ vai Angel

## Nhạc phim

### Danh sách bài hát
| STT              | Nhan đề                   | Thời lượng |
| ---------------- | ------------------------- | ---------- |
| 1.               | "Opening"                 | 2:50       |
| 2.               | "Ray's Fall"              | 1:19       |
| 3.               | "Nostalgia"               | 1:58       |
| 4.               | "Pool Scare Healing"      | 3:08       |
| 5.               | "Elliot Swims"            | 2:13       |
| 6.               | "Marco Polo"              | 1:21       |
| 7.               | "He Won't Let Go"         | 3:19       |
| 8.               | "The Deep Water"          | 1:45       |
| 9.               | "Eve and Ray Fight"       | 1:10       |
| 10.              | "The Night You Were Born" | 1:05       |
| 11.              | "Kids Have Seen Things"   | 5:22       |
| 12.              | "Saving Elliott"          | 6:31       |
| 13.              | "Shown the Way"           | 2:16       |
| 14.              | "Don't Look Back"         | 2:49       |
| 15.              | "Ending"                  | 2:05       |
| Tổng thời lượng: | Tổng thời lượng:          | 39:11      |